# 대한불교진흥원
대한불교진흥원은 호국불교, 생활불교, 대중불교를 통한 한국의 불교중흥을 이룩하기 위하여 1975년 8월 16일 설립된 문화체육관광부 소관의 재단법인이다. 사무실은 서울특별시 마포구 마포대로 20에 있다.

## 주요 사업
- 불교종단 및 단체, 불교행사에 대한 지원
- 사찰의 보수 및 환경정화
- 불교법회, 문화강좌, 강연회 개최 및 지원
- 불교교양대학의 운영
- 불교문화의 연구 조사
- 불서의 번역, 출판제조 및 보급
- 국제 불교교류 및 해외포교 사업
- 사찰 및 불교수련원의 건립 및 운영사업
- 불교납골당 및 탑묘원 건립, 운영사업
- 법인의 목적 수행상 필요한 재원을 조달할 목적으로 행하는 부동산 임대사업 등 필요한 사업
- 기타 불교중흥을 위하여 필요한 사업